# Q (magazyn)
Q – magazyn muzyczny publikowany w języku angielskim od 1986 do 2020 roku. Według danych z czerwca 2007 średni nakład wynosi 130 179 egzemplarzy.
Założyciele gazety Mark Ellen i David Hepworth byli zniesmaczeni ówczesną prasą muzyczną, gdyż uważali, że ignoruje ona fanów kupujących płyty kompaktowe – wówczas nową technologię. Q został wydany po raz pierwszy w 1986 roku. Wyróżniał się lepszą jakością ilustracji, druku i papieru, a także materiałem skierowanym do uniwersalnego fana muzyki. Początkowo podtytułem czasopisma było „The modern guide to music and more”. Pierwotnie magazyn miał nazywać się Cue (wyrażenie potoczne oznaczające „gotowy do gry”), nazwa została jednak zmieniona, gdyż Cue to nazwa jednego z magazynów traktujących o snookerze. Innym powodem, wyjawionym w 200. numerze pisma, było to, ze nazwa pisma będąca pojedynczą literą robiła lepsze wrażenie w informacjach w brukowcach.
Redaktorem naczelnym Q był m.in. Paul Rees, wcześniej redaktor naczelny pisma Kerrang!, skierowanego głównie do fanów muzyki hardrockowej i metalowej. Magazyn zawierał szeroką sekcję recenzji, którą obejmowało: nowo wydane albumy, reedycje, kompilacje, albumy koncertowe i single. Magazyn publikował również różnego rodzaju sondaże i zestawienia, m.in. 100 najlepszych albumów w historii (2006; wygrał Live Forever zespołu Oasis) i 100 najlepszych wokalistów w historii (kwiecień 2007; zwyciężył Elvis Presley).